# Winefreda Geonzon
Winefreda Geonzon (geborene Winefreda Estraneda, * 8. Oktober 1941; † 25. Juli 1990 in Cebu City) war eine philippinische Anwältin, die sich besonders für Strafgefangene und benachteiligte Kinder und Jugendliche engagierte. 1984 erhielt sie den Right Livelihood Award (Alternativer Nobelpreis).

## Leben
Winefreda Estraneda wuchs in Bogo als eines von sieben Geschwistern auf. Nach dem Schulabschluss erwarb sie zunächst einen Bachelor of Science in Elementary Education.
1963 schloss sie ein Jurastudium an der University of the Visaya in Cebu City ab.
Seit 1967 arbeitete sie als Legal Aid Director im Integrated Bar in Cebu.
Bei ihrer Tätigkeit kam sie mit der katastrophalen Situation von Strafgefangenen in der Diktatur unter Präsident Marcos in Berührung.
Sie engagierte sich auch für vernachlässigte und kriminell gefährdete Kinder und Jugendliche.
1983 gründete sie die Nichtregierungsorganisation Free Legal Assistance Volunteers Association, die sich darum bemühte, legale juristische und humanitäre Hilfe für Strafgefangene zu leisten. 1984 wurde sie mit der Organisation dafür mit dem Right Livelihood Award ausgezeichnet.
Auch nach dem Ende der Marcos-Diktatur 1986 setzte sie ihre Arbeit für Strafgefangene und Kinder und Jugendliche fort.
1990 starb sie an einem Tumor. 1991 wurde eine Straße in Cebu City nach ihr benannt.